# Rozhodování spotřebitele v podmínkách rizika
V tradičním modelu má spotřebitel při svém rozhodování všechny nezbytné informace a dokonalé znalosti ekonomického prostředí. Spotřebitel se chová racionálně, to znamená, že vždy se snaží maximalizovat svůj užitek za podmínek jistoty. Každé rozhodnutí, které spotřebitel učiní, má pouze jeden výsledek, se kterým je předem obeznámen. Ve skutečnosti je však rozhodování spotřebitele v podmínkách nejistoty, kde může nastat hned několik výsledků a není předem známo, který z výsledků nastane.
Nejistota lze rozlišit na tři stupně:
- Všechny možné důsledky a jejich pravděpodobnosti spotřebitelova rozhodnutí jsou známé.
- Všechny možné důsledky jsou známé, ale není známá jejich pravděpodobnost.
- Jsou známé jen některé, ale ne všechny možné důsledky rozhodnutí spotřebitele.[1]

Pokud spotřebitel zná všechny své výsledky svého rozhodnutí a taktéž zná i jejich pravděpodobnost, potom se rozhoduje v podmínkách rizika. Riziko je situace, kdy se spotřebitel rozhoduje a zná všechny možné důsledky svého rozhodnutí a je schopný určit jejich jednotlivé pravděpodobnosti. Součet těchto pravděpodobností musí být vždy rovná jedné. Pravděpodobnost vyjadřuje možnost, že nastane nějaký výsledek. Při rozhodování za rizika se používá nejčastěji subjektivní pravděpodobnost, taktéž i pravděpodobnost objektivní. Pravděpodobnost subjektivní je určitý dojem či pocit, jak předpokládaný výsledek bude vypadat. Je založen na různých zkušenostech a znalostech daného člověka. Objektivní pravděpodobnost je naopak založena na znalosti frekvence, s níž mají určité znalosti tendenci nastávat.

## Očekávaný výsledek a očekávaný užitek

### Očekávaný výsledek
Očekávaný výsledek, anglicky Expected Result (EX), je dán střední hodnotou všech možných výsledků, tj. váženým průměrem, kdy pravděpodobnost každého jednotlivého výsledku je brána jako váha. Spotřebitel si následně volí tu možnost, která mu přinese ten největší očekávaný výsledek.
Vzoreček očekávaného výsledku: EX(x)=X1•π1+X2•π2

### Očekávaný užitek
Užitek spadá do funkcí bohatství, kde je označován velkým písmenem U. Očekávaný užitek, anglicky Expected Utility (EU), náhodných výsledků je střední hodnotou užitku jednotlivých výsledků vážených jejich pravděpodobnostmi. 
Vzoreček očekávaného užitku: EU(x)=U(X1)•π1+U(X2)•π2
Spotřebitel se při rozhodování za podmínkách rizika nesnaží maximalizovat svůj očekávaný výsledek, ale snaží se maximalizovat svůj očekávaný užitek.

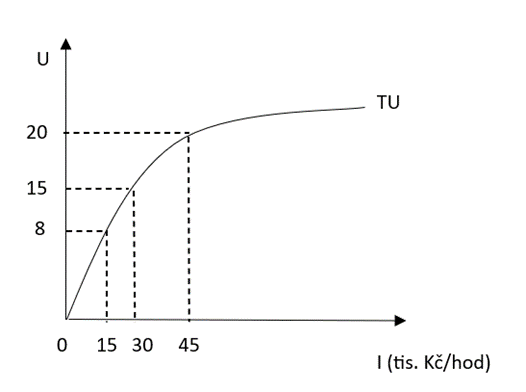
Averze k riziku

## Vztah k riziku
Každý jedinec má rozdílný pohled na podstoupení rizika. Někdo riziko absolutně nevyhledává tzn. má k riziku averzi, někdo naopak riziko vyhledává či je mu riziko lhostejný. Averzi k riziku má ten spotřebitel, který preferuje jistý výsledek před rizikem se stejným očekávaným výsledkem. Pomocí křivky celkového užitku se graficky vyobrazuje averze k riziku, kde křivka celkového užitku je konkávní. 
Naopak, riziko vyhledává ten spotřebitel, který je ochoten podstoupit riziko relativně malé pravděpodobnosti nejvyššího možného výsledku riskantní alternativy. Grafické vyobrazení je taktéž pomocí celkového užitku, kde křivka celkového užitku je konvexní. Pokud spotřebitel má neutrální neboli lhostejný pohled k riziku, je to pouze v tom případě, že je jistý výsledek shodný s očekávaným výsledkem rizikové alternativy. V tomto případě je nerozhodný při volbě mezi rizikem a jistotou.

## Ochota spotřebitele přijmout spravedlivou částku
Spotřebitel je ochotný přijmout spravedlivou částku neboli spravedlivou sázku, pokud je očekávaný výsledek shodný s výchozí jistou částkou. Spotřebitel s averzí k riziku dá vždy přednost jistotě před spravedlivou částkou. Naopak pokud spotřebitel vyhledává riziko, dá přednost spravedlivé sázce než jistou, jelikož alternativa spravedlivé sázky mu přináší větší užitek. Při neutrálním vztahu k riziku bude spotřebitel při volbě nerozhodný. 

## Pojištění
Spotřebitel, který se vyhýbá riziku neboli má k němu averzi, se nejčastěji vyhne riziku tím, že se pojistí. Pokud náklady na pojištění se budou rovnat stejné částce z očekávané ztráty, spotřebitel se nechá pojistit, aby se vyhnul riziku. To znamená, že když se spotřebitel pojistí, bude mít stejný příjem bez ohledu na to, zda dojde ke ztrátě nebo ne. 